# Sainte-Angèle-de-Monnoir
Sainte-Angèle-de-Monnoir är en kommun i provinsen Québec i Kanada. Den ligger i regionen Montérégie, i den sydöstra delen av landet, 200 km öster om huvudstaden Ottawa. Antalet invånare var 1 828 vid folkräkningen 2021. Landarean är 45 kvadratkilometer.